# Hukbong
Hukbong, pot. Huk, Armia Narodowowyzwoleńcza – filipińska armia partyzancka.

## Historia
Armia utworzona została w 1950 roku w wyniku przekształcenia Hukbalahap, czyli Ludowej Armii Antyjapońskiej. Toczyła walki z rządem Filipin. Celem rebeliantów było wprowadzenie w kraju reformy rolnej i anulowanie traktatów ze Stanami Zjednoczonymi. W ruchu partyzanckim uczestniczyła Komunistyczna Partia Filipin i członkowie organizacji chłopskich. Partyzanci zajęli część wyspy Luzon, gdzie wprowadzili reformę rolną. W 1950 roku Hukbong zagroził Manili jednak ofensywa partyzantów została zatrzymana. Hukowie zostali rozbici w 1954 roku. W likwidacji oddziałów Hukbong siły rządowe wsparte zostały przez USA. Niedobitki formacji walczyły jeszcze dwa lata.
Dowódcą Hukbong był Luis Taruc.